# Pseudhirundo griseopyga
La golondrina culigrís (Pseudhirundo griseopyga) es una especie de ave paseriforme de la familia Hirundinidae propia del África subsahariana. Es la única especie del género Pseudhirundo.

## Distribución
Se encuentra en Angola, Benín, Botsuana, Burkina Faso, Burundi, Camerún, Costa de Marfil, Guinea Ecuatorial, Etiopía, Gabón, Gambia, Ghana, Guinea, Guinea-Bissau, Kenia, Liberia, Malawi, Mali, Mozambique, Namibia, Nigeria, República Centroafricana, República del Congo, República Democrática del Congo, Ruanda, Senegal, Sierra Leona, Sudáfrica, Sudán del Sur, Suazilandia, Tanzania, Uganda, Zambia y Zimbabue.